# Фолс Сити (град, Орегон)
Фолс Сити (на английски: Falls City) е град в окръг Полк, щата Орегон, САЩ. Фолс Сити е с население от 966 жители (2000) и обща площ от 3,2 km². Намира се на 112,8 m надморска височина. ЗИП кодът му е 97344, а телефонният му код е 503.